# Afrikanische Schwimmmeisterschaften
Die Afrikanischen Schwimmmeisterschaften werden seit 1974 vom afrikanischen Schwimmverband CANA ausgetragen. Zunächst gab es keinen einheitlichen Turnus. Seit den sechsten Afrikanischen Schwimmmeisterschaften im Jahr 2002 finden sie alle zwei Jahre jeweils in den geraden Jahren statt.
Im Mittelpunkt der Meisterschaften stehen die Schwimmwettbewerbe. Aufgrund der Vielzahl von Teilnehmern und teilnehmenden Ländern zählen die afrikanischen Schwimmmeisterschaften zu den größten Veranstaltungen Afrikas.

## Austragungsorte
| Nr. | Jahr | Ort          | Land      | Artikel           |
| --- | ---- | ------------ | --------- | ----------------- |
| 1   | 1974 | Kairo        | Ägypten   | Details           |
| 2   | 1977 | Tunis        | Tunesien  | Details           |
| 3   | 1982 | Kairo        | Ägypten   | Details           |
| 4   | 1990 | Tunis        | Tunesien  | Details           |
| 5   | 1998 | Nairobi      | Kenia     | Details           |
| 6   | 2002 | Kairo        | Ägypten   | Details           |
| 7   | 2004 | Casablanca   | Marokko   | Details           |
| 8   | 2006 | Dakar        | Senegal   | Details           |
| 9   | 2008 | Johannesburg | Südafrika | Details           |
| 10  | 2010 | Casablanca   | Marokko   | Details           |
| 11  | 2012 | Nairobi      | Kenia     | Details           |
|     | 2014 | Dakar        | Senegal   | nicht ausgetragen |
| 12  | 2016 | Bloemfontein | Südafrika | Details           |
| 13  | 2018 | Algier       | Algerien  | Details           |
|     | 2020 | Johannesburg | Südafrika | nicht ausgetragen |
| 14  | 2021 | Accra        | Ghana     | Details           |
| 15  | 2022 | Tunis        | Tunesien  | Details           |
|     | 2023 | Khartum      | Sudan     | nicht ausgetragen |
| 16  | 2024 | Luanda       | Angola    | Details           |